# Anda Upīte
Anda Upīte, född 21 mars 2000, är en lettisk rodelåkare.

## Karriär
Vid VM 2024 i Altenberg tog Upīte silver tillsammans med Zane Kaluma i både dubbel och dubbelsprint samt brons tillsammans med Elīna Ieva Vītola, Mārtiņš Bots, Roberts Plūme, Kristers Aparjods och Zane Kaluma i lagstafetten.